# St.-Bartholomäus-Kirche (Golzwarden)

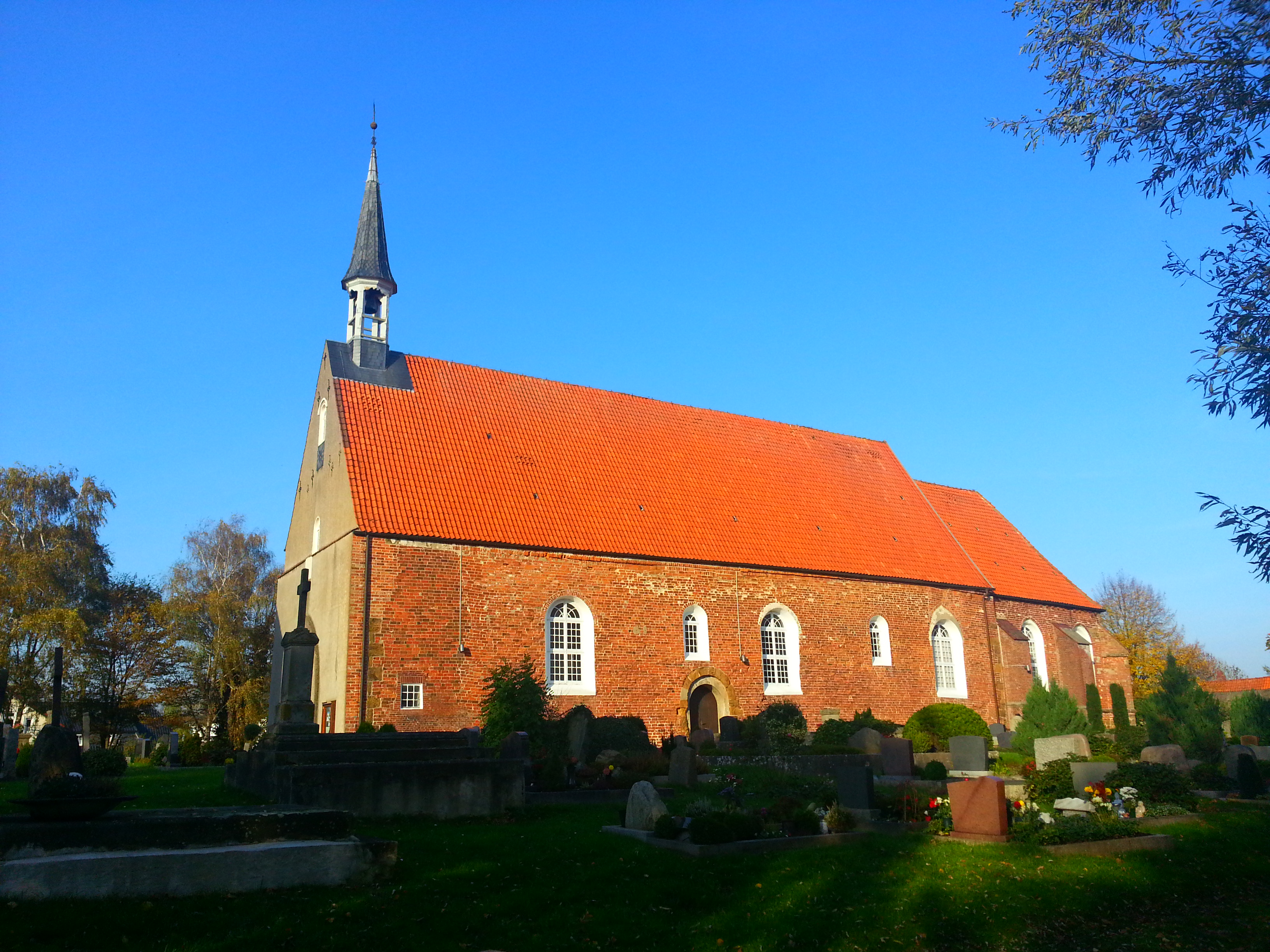
St. Bartholomäus von Süden

Die St.-Bartholomäus-Kirche ist die evangelisch-lutherische Kirche in Golzwarden, Stadt Brake (Unterweser), Landkreis Wesermarsch in Niedersachsen. Die spätromanische Saalkirche aus Backstein wurde im 13. Jahrhundert auf einer Wurt erbaut und im Laufe der Jahrhunderte mehrfach erweitert. Der polygonale gotische Chor wurde im 15. Jahrhundert hinzugefügt. Der ursprünglich vorhandene Westturm wurde im 15. Jahrhundert und endgültig im Jahr 1514 abgetragen. Die Kirche hat einen Dachreiter von 1711 und einen 10 m westlich des Kirchenschiffs entfernten Glockenturm von 1514.

## Geschichte
In der Rasteder Chronik wird Golzwarden um 1100 als Parochie bezeichnet. Eine Kapelle konnte 1963 bei Ausgrabungen für diese frühe Zeit archäologisch nicht nachgewiesen werden. Erstmals wird eine Kirche zu Golswartte am 6. Dezember 1263 urkundlich erwähnt, als die bisherige Filialkirche von der Mutterkirche Rodenkirche getrennt wurde und ein eigenes Kirchspiel erhielt. Sie wurde dem Apostel Bartholomäus geweiht.
Die Kirche des 13. Jahrhunderts auf rechteckigem Grundriss schloss mit einer halbrunden Apsis im spätromanischen Stil ab. Eine Brandschicht stützt den Bericht der Hamelmann-Chronik von 1599, dass das Dorf samt Kirche im Jahr 1375 von Konrad II. von Oldenburg fast bis auf die Grundmauern abgebrannt wurde. Demnach wurden die Grundmauern im 14. Jahrhundert neu aufgeführt. Ein wuchtiger wehrhafter Westturm wurde im 15. Jahrhundert abgerissen, nachdem das Stadland 1414 von den Bremern erobert und die Golzwarder Kirche erfolgreich belagert worden war. Sie besaß zu der Zeit „de starkeste torne in Vresschlande“ (den stärksten Turm in Friesland). Auf Anordnung des Bremer Erzbischofs wurde die Kirche entfestigt. Die Apsis wurde im 15. Jahrhundert durch einen gotischen Chor ersetzt. Der Westturm wurde 1514 endgültig niedergelegt. Aus dem Abbruchmaterial entstand ein solitärer Glockenstuhl. Im Jahr 1711 wurde dem Westgiebel ein Dachreiter mit Oktogonalhelm und einem Wetterhahn aufgesetzt, der 1853 durch eine Wetterfahne ersetzt wurde. Die westliche Giebelseite erhielt im 19. Jahrhundert einen Zementputz, um die Baunarben zu verdecken. Der graue Putz wurde im Jahr 1951 erneuert. Im Zuge einer Innenrenovierung im Jahr 1892 wurden vier Terrakottafiguren angeschafft, von A. M. Sieben geb. Diekmann zwei Kronleuchter im Chor gestiftet und Decken, Emporen, Gestühl und Wände bemalt. Die Fundamente des ehemaligen Westturms (etwa 10 Meter im Quadrat) wurden zu Beginn des 20. Jahrhunderts freigelegt. Im Jahr 1929 wurde der kleine westliche Vorbau und 1952 die Chorschranke entfernt. Eine umfassende Renovierung der Kirche folgte in den Jahren 1963/1964. Die Sakristei erhielt ihren heutigen Platz, nachdem die Treppe unter dem Herrenstuhl entfernt worden war. Archäologische Untersuchungen in dieser Zeit führten zur Erhellung der Baugeschichte. 1994 wurde die Kirche und 1995 das Pastorat renoviert, 1997/1998 der Glockenturm saniert.
Durch einen Brand des Dachstuhls am 4. Juli 2019 wurde die Kirche schwer beschädigt, die Polizei vermutet Brandstiftung. Nach Reparatur und Renovierung in den Jahren 2020 bis 2023 fand am 1. Oktober 2023 die Wiedereinweihung der Kirche statt.

## Architektur

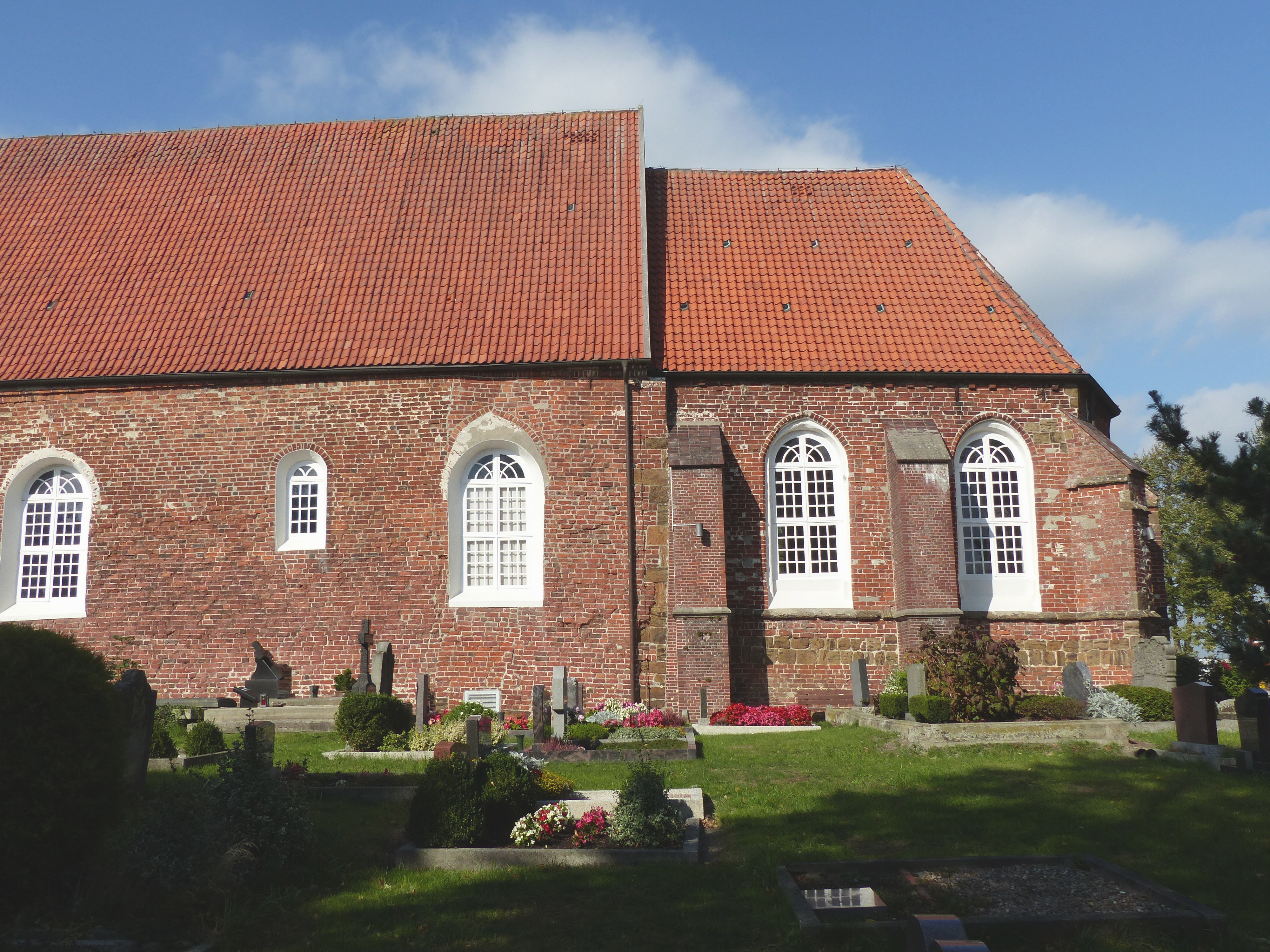
Chor von Norden

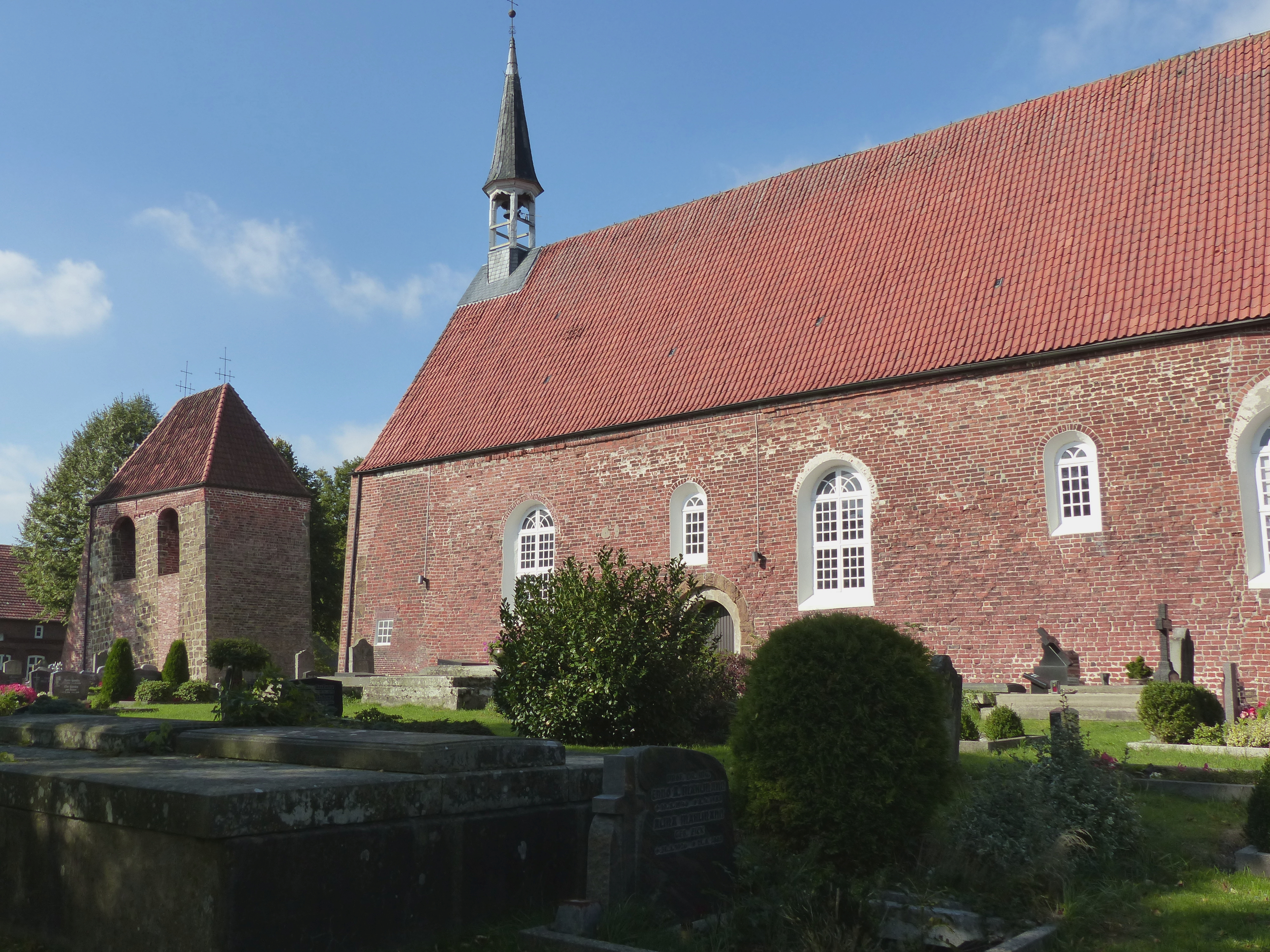
Schiff und Glockenturm

Die nicht exakt geostete, sondern leicht nach Ost-Nordost ausgerichtete Saalkirche ist aus roten Backsteinen im Klosterformat am nördlichen Ortsrand auf einer zwei Meter hohen Kirchenwarft errichtet. Abgesehen von der verputzten westlichen Giebelseite ist das Gotteshaus unverputzt. Die Eckquaderung besteht ebenso wie der Sockel und die Fenster- und Portalumrahmungen aus Sandsteinquadern. Im Inneren öffnet ein großer spitzbogiger Triumphbogen den Chor zum Schiff. Der Innenraum des 8,50 Meter breiten Langhauses erreicht eine Länge von 29,50 Metern und eine Höhe von etwa 8 Metern. Der Chor ist gegenüber dem Langhaus um zwei Stufen erhöht. Dieses wird an der Nordseite in mittlerer Höhe durch fünf kleine Rundbogenfenster belichtet. In die Südwand sind zwei kleine alte Rundbogenfenster erhalten. Sie werden von drei großen Rundbogenfenstern umgeben, die wahrscheinlich durch Vergrößerung entstanden sind. Die Kirche hat mittig an der Nord- und Südseite Rundbogenportale mit Gewänden aus Portasandstein. Das überwölbte Südportal diente ursprünglich vermutlich als Hauptportal. Das Nordportal ist vermauert. Der Westeingang ist mit Kupferplatten verkleidet. Dem steilen Satteldach ist im Westen ein schlanker Dachreiter mit oktogonalem Spitzhelm aufgesetzt, der in 27 Metern Höhe von einem Turmknauf und einer Wetterfahne bekrönt wird. Der Dachreiter beherbergt eine Glocke des Bremer Glockengießers Claudi Gage aus dem Jahr 1663. In der Spitze des westlichen Giebelfeldes ist das Zifferblatt der Turmuhr angebracht.
Der 10,50 Meter lange und 7,55 Meter breite Polygonalchor mit Dreiachtelschluss im Stil der Gotik ist gegenüber dem Schiff eingezogen und niedriger. Er wird außen durch Strebepfeiler gestützt. Eine kleine Tür an der Ostseite hat möglicherweise die ursprüngliche Priesterpforte an der Südseite ersetzt, von der noch der Rest eines Türbogens aus Naturstein erhalten ist. Sechs große Spitzbogenfenster belichten den Chor; das Ostfenster ist vermauert.
Westlich der Kirche ist der Glockenturm von 1514 als Nachfolgebau des mittelalterlichen Westturms errichtet. Der offene Turm entspricht dem Parallelmauertyp mit schmalen rundbogigen Öffnungen, die später an der Südseite im unteren Bereich vermauert wurden. Im Westen reicht seit 1710 ein steiler Strebepfeiler bis unter die Traufe. Der Glockenturm beherbergt die ältere Glocke von Ghert Klinghe Bremen von 1440. Sie wurde ursprünglich für die St.-Nikolai-Kirche in Edewecht gegossen, 1538 geraubt und nach Golzwarden verkauft. Die größere Glocke stammt vom Hamburger Glockengießer Andreas Bieber aus dem Jahr 1750. Sie ist ein Umguss der Vorgängerglocke von Claudi Gage (1669), der wiederum eine Glocke von 1500 umgegossen hatte.

## Ausstattung

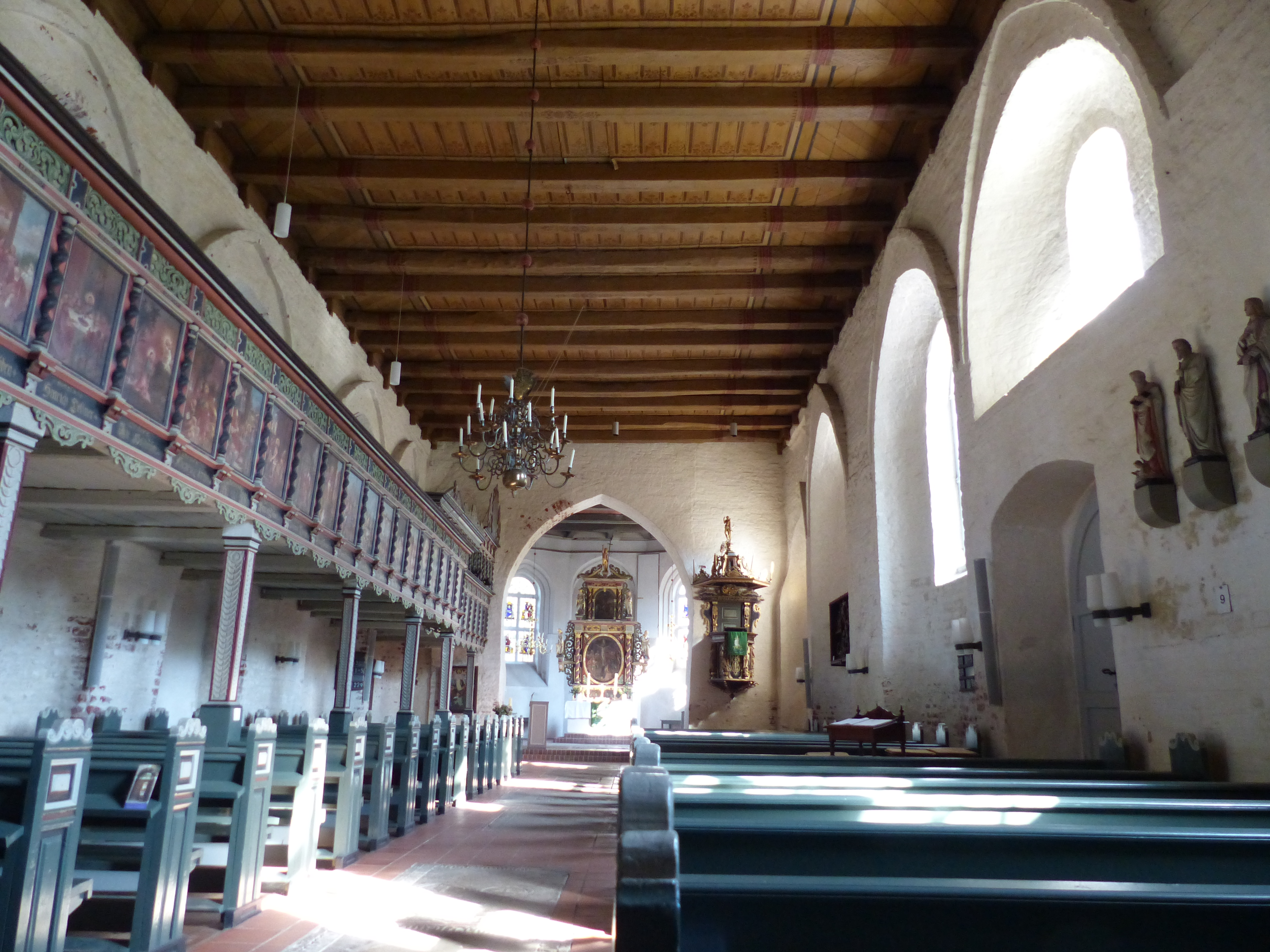
Innenraum Richtung Osten

Der Innenraum wird von einer flachen Holzbalkendecke abgeschlossen, die 1892 vom Hof- und Theatermaler Mohrmann aus Oldenburg bemalt wurde. Im Jahr 1994 wurde die Bemalung wieder freigelegt. Die Langseiten werden durch sechs muldenförmige spitzbogige Nischen gegliedert. Unklar ist, ob die Kirche ursprünglich überwölbt war. Zumindest bei einer Nische wurden 1963 die Fundamente eines Seitenaltars nachgewiesen. Das Kirchengestühl datiert von 1619. Im Nordwesten des Chors stehen die Reste eines altlutherischen Beichtstuhls. Der Messingkronleuchter aus dem Jahr 1746 ist dem Andenken von Jürgen Siassen (1713–1746) gewidmet. Der Chor und der Mittelgang sind mit 17 Grabplatten des 16. und 17. Jahrhunderts belegt, vor dem Altar ist die Grabplatte des ersten evangelischen Pfarrers Herman Pleuß (Pleo) († 23. Februar 1537). An der südlichen Chorseite ist die Grabplatte des 1592 gestorbenen Bernhardt von Kißleben, des Drosten von Ovelgönne, aufgestellt. Georg Karl Rohde schuf 1913 die beiden Jugendstilfenster hinter dem Altar, die jeweils vier biblische Szenen zeigen. Links sind die Geburt Christi, der zwölfjährige Jesus im Tempel, Jesus und die Kinder sowie Jesus und die Sünderin dargestellt, rechts Schutzengel, Bekenner, Missionsbefehl und Sämann.

### Emporen

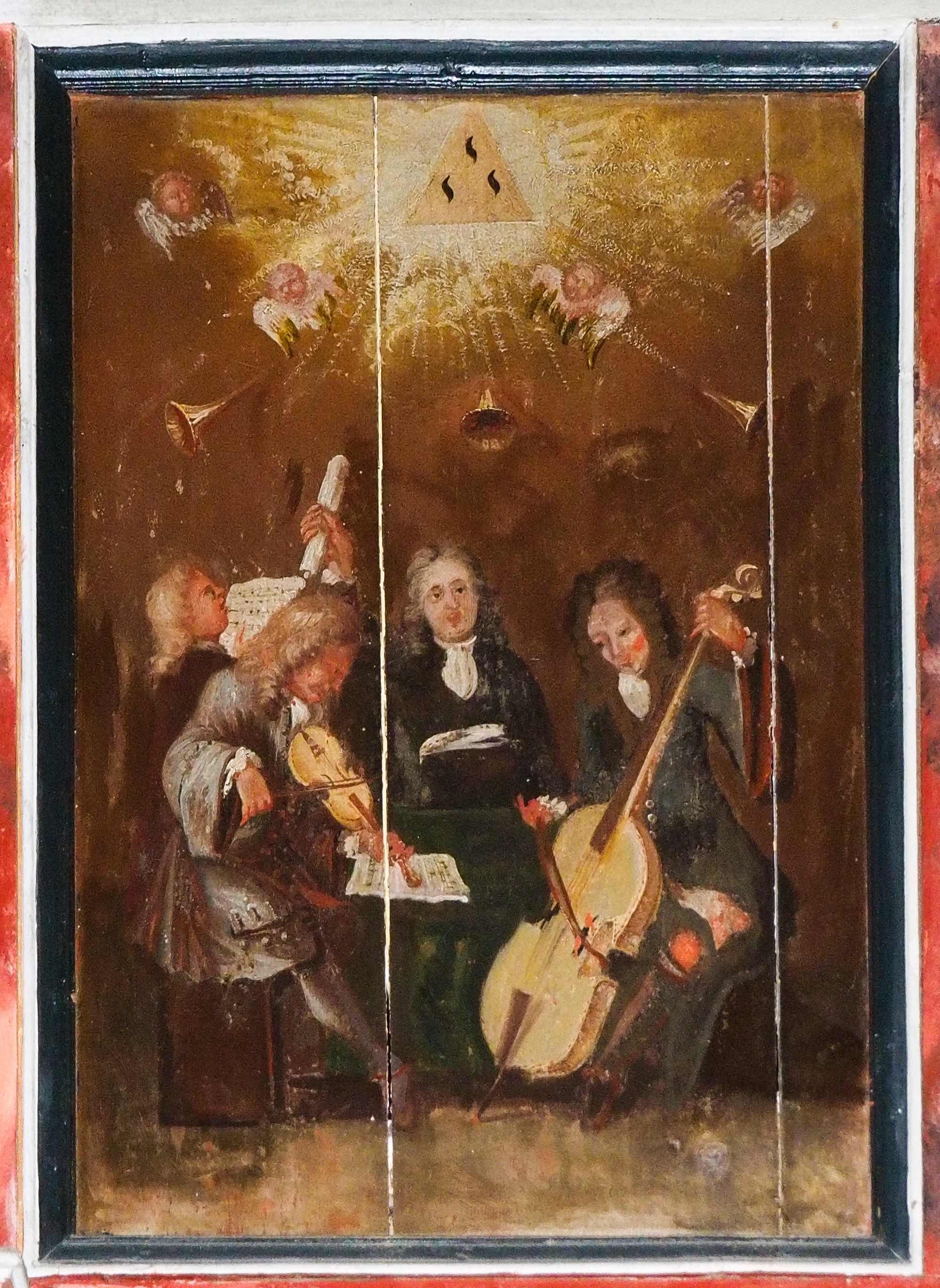
Emporenfüllung von Wallzell

Die Westempore von 1634 wurde 1698 durch Harm Backenköhler um die Nordempore erweitert. Die vorwiegend biblischen Darstellungen stammen von Johann Christian Wallzell aus dem Jahr 1700/1701. 44 hochrechteckige Bildtafeln werden um eine Schrifttafel ergänzt. An der Westempore, die als Aufstellungsort für die Orgel dient, sind fünf Themen aus dem 1. Buch Mose dargestellt und zwei aus dem 2. Buch Mose, während unterhalb der Orgel drei musikalische Themen zu sehen sind, unter ihnen eine Orgel im Stil Arp Schnitgers nebst Organist sowie eine Gruppe von Musikern, von denen einer mit Schnitger zu identifizieren sein soll. Die Nordempore zeigt nach einer sinnbildlichen Darstellung 23 Szenen aus dem Neuen Testament, in denen die Passionsgeschichte Christi mit elf Tafeln einen breiten Raum einnimmt. In den Hintergrund hineinkomponiert sind jeweils in kleinerem Maßstab alttestamentliche Szenen als Vorschattung auf das neutestamentliche Ereignis. Der Herrensitz der Pastorenfamilie trägt sechs alt- und neutestamentliche sowie allegorische Bilder, der Königsstuhl fünf Bilder, darunter zwei Königsdarstellungen und zwei Wappentafeln.

### Altäre
An der Südwand hängt das über zwei Meter breite Mittelstück eines gotischen Flügelaltars aus der Zeit um 1520. Der Schnitzaltar aus Eichenholz ist polychrom gefasst. Im Mittelfeld ist das Geschehen auf dem Kalvarienberg dargestellt. Die Kreuzigungsszene hat den 1502/1503 entstandenen Holzschnitt Albrecht Dürers zum Vorbild. Auf der linken Seite sind die Reliefs der Kreuztragung und der Annagelung an das Kreuz und auf der rechten Seite die Kreuzabnahme und die Grablegung Jesu dargestellt. Der Gekreuzigte und die beiden Schächer wurden vor 1900 ergänzt. Vor der Restaurierung hing der Altar an der Nordwand. Auf den Flügeltüren, die im 19. Jahrhundert nach Vorlagen ergänzt wurden, sind die Geburt Christi und das letzte Abendmahl zu sehen. Wegen des anderen Stils hängen die Seitenflügel seit 1963 in der Nähe des Taufbeckens.
Der rechteckige Unterbau des Altars ist um zwei Stufen erhöht. Das barocke Altarretabel aus Eichenholz wurde 1701 von Harm Backenköhler aus Delmenhorst geschnitzt. Es zeigt die bei lutherischen Barockaltären üblichen Bilder des Abendmahls auf der Predella und im ovalen Mittelfeld die Kreuzigungsszene, auf der zahlreiche biblische Figuren dargestellt sind. Jedoch schließt das Retabel oben nicht wie sonst häufig mit einem Gemälde der Auferstehung ab, sondern hier ist die Kreuzabnahme dargestellt. Die Gemälde werden rechts und links von Salomonischen Säulen und Akanthusblättern sowie den Statuen der vier Evangelisten gesäumt, die jeweils in ein Buch schreiben und auf Sockeln mit den Evangelistensymbolen stehen. Oben auf dem Altar steht der Auferstandene mit dem Kreuzstab in seiner Linken. Seine Rechte ist zum Himmel erhoben.
An der Südwand rechts des Portals stehen Terrakottafiguren der Heiligen Matthäus, Bartholomäus, Johannes und Paulus auf neueren Sockeln, eventuell Überreste eines vorreformatorischen Altars. Die Vorlagen stammen von Peter Vischer dem Älteren, die er für St. Sebald in Nürnberg schuf.

### Kanzel
Die polygonale Kanzel von 1640 stammt vom Hamburger Bildhauer Onno Diercksen aus Tossens, einem früheren Gesellen von Ludwig Münstermann. Die Kugel unter dem Kanzelkorb trägt die vier Buchstaben O D. B H. An den Ecken stehen hermenartige manieristische Figuren der vier Evangelisten mit je einem Tintenfass, die von Johannes dem Täufer und Moses oder Bartholomäus gerahmt werden. Beachtenswert sind ihre ausdrucksstarken Köpfe. Die Flachreliefs auf den Kanzelfeldern sind als Ornamente gestaltet. Auf einem umlaufenden Fries am oberen Kranzgesims des Kanzelkorbs ist in vergoldeten Buchstaben der Bibelvers zu lesen: „Ihr seid es nicht / Die da reden sondern / Eures hlg. Vaters Geist / ist es der / Durch euch redet“ (Mt 10,20 ). Die Kanzelrückwand umrahmt eine Tür, über der das Hodders’sche Wappen und die Stifterinschrift angebracht sind. Der Schalldeckel wird von der Figur des Auferstandenen mit Kreuz und Siegesfahne bekrönt.

### Taufe
Der ursprünglich romanische Taufstein wurde wohl 1633 von Ludwig Münstermann umgearbeitet und mit Reliefs der Tugenden Pietas (Frömmigkeit), Fides (Glaube), Veritas (Wahrheit) und Religio (Gottesdienst) versehen. Dazwischen sind die vier Wappen bzw. Hausmarken mit den Stifternamen angebracht, zwei Pastoren und zwei Kirchenjuraten. In dem Taufbecken wurde der aus Schmalenfleth stammende Orgelbauer Arp Schnitger am 9. Juli 1648 getauft. Die polychrome Fassung wurde bei einer Restaurierung im Jahr 1978 wieder freigelegt.

### Orgel

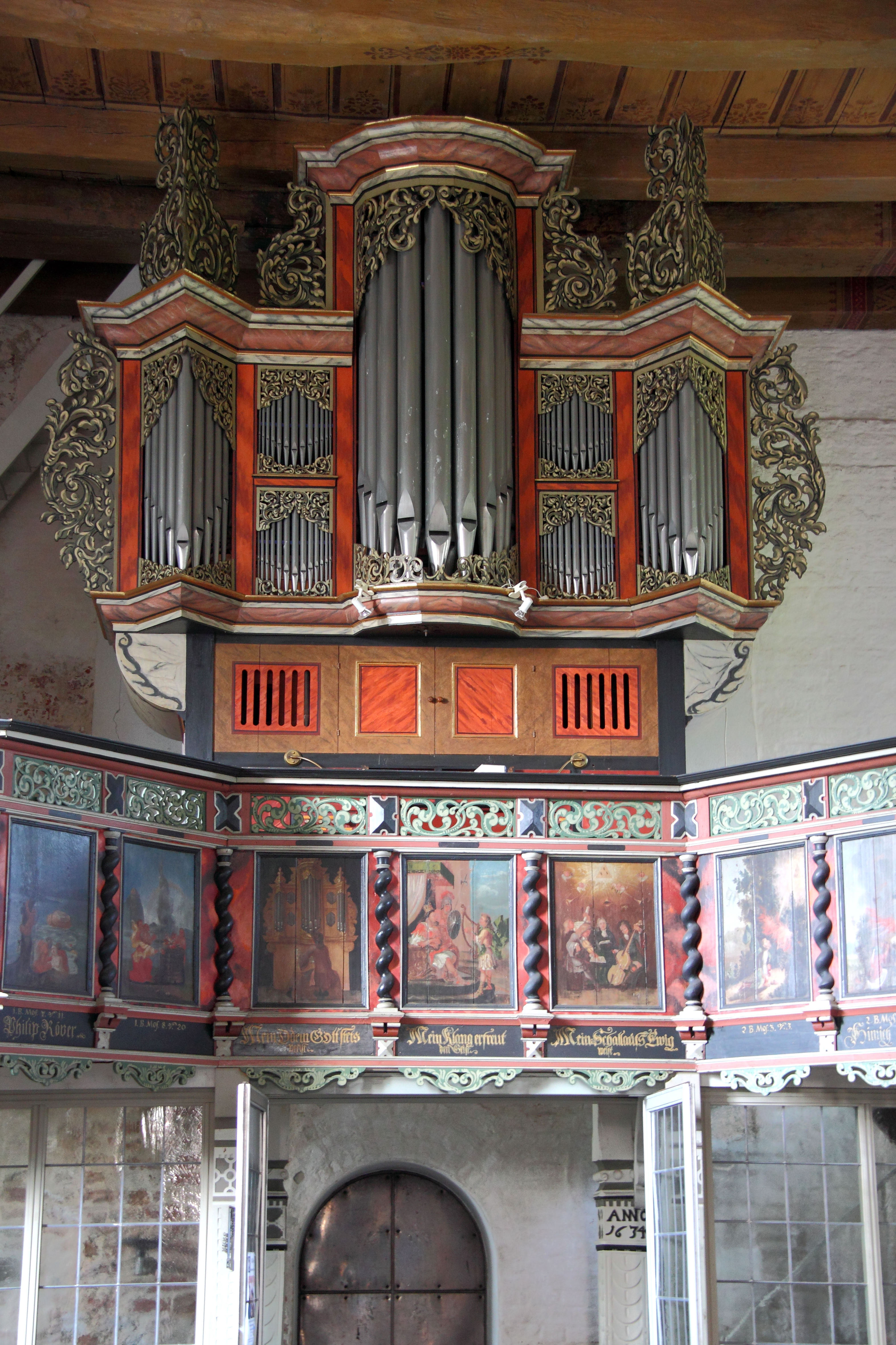
Schnitger-Prospekt von 1698

Bereits im Jahr 1632 besaß die Kirche ein Positiv, das im Jahr 1635 verkauft wurde. In diesem Jahr erwarb die Gemeinde eine gebrauchte Orgel aus der Oldenburger Lambertikirche. Dieses Instrument, das vor 1570 von den Brüdern Cornelius und Michael Slegel (Zwolle) mit ursprünglich neun Registern auf einem Manual gebaut worden war, wurde im Zuge der Umsetzung auf zwei Manuale und 15 Register erweitert und an der Nordostwand gegenüber der Kanzel aufgestellt. Der Stader Orgelbauer Constantin Ibach ergänzte 1650 ein selbstständiges Pedal mit vier Registern. 1697/1698 sanierte und erweiterte Arp Schnitger die Orgel seiner Heimatkirche und setzte sie auf die Westempore um. Er baute zwei neue Windladen und einige Register zum Selbstkostenpreis: „Weil ich in diesem Dorfe geboren und getaufet bin, habe ich für dieses Werck nicht mehr genommen, als es mich selbst gekostet hat, nämlich 380 Rth.“ Seine Gesellen Johann Hinrich Ulenkampf (Hulenkampf) und Johann Matthias Naumann führten die Arbeiten aus. Nach dem Umbau verfügte das Instrument über 20 Register, die auf zwei Manuale und Pedal verteilt waren. Von der Orgel ist heute nur der fünfachsige Prospekt erhalten. Der überhöhte polygonale Mittelturm wird von zweigeschossigen Pfeifenflachfeldern flankiert, die zu den Spitztürmen unter einem gemeinsamen Kranzgesims überleiten. Die Pfeifenfelder schließen unten und oben mit durchbrochenem Laubsäge-Schleierwerk in Form von Akanthusranken ab. In derselben Machart sind die seitlichen Blindflügel und die Gehäusebekrönungen gestaltet, die erst durch ihre Bemalung plastisch wirken. An Schnitgers Schaffen erinnert eine Bronzetafel links vom Hauptportal der Kirche. Ein 2015 gegründeter „Förderverein Arp-Schnitger-Orgel Golzwarden e. V.“ bemüht sich um die Rekonstruktion der Schnitger-Orgel.
Im Jahr 1912 baute Johann Martin Schmid in das historische Gehäuse ein pneumatisches Werk ein, das 1965 von Alfred Führer durch die heutige Orgel mit 22 Registern auf mechanischen Schleifladen ersetzt wurde. Die Disposition lautet wie folgt:
| I Hauptwerk C–f3 |       |
| Principal        | 8′    |
| Rohrflöte        | 8′    |
| Oktave           | 4′    |
| Gedacktflöte     | 4′    |
| Nasat            | 2 ⁄3′ |
| Oktave           | 2′    |
| Mixtur IV        | 1 ⁄3′ |
| Zimbel III       |       |
| Trompete         | 8′    |

| II Brustwerk C–f3 |       |
| Gedeckt           | 8′    |
| Blockflöte        | 4′    |
| Principal         | 2′    |
| Sesquialtera II   |       |
| Quinte            | 1 ⁄3′ |
| Scharff III       |       |
| Regal             | 8′    |
| Tremulant         |       |

| Pedal C–f1       |     |
| Subbass          | 16′ |
| Oktave           | 8′  |
| Oktave           | 4′  |
| Rauschpfeife III |     |
| Posaune          | 16′ |
| Trompete         | 8′  |

- Koppeln: II/I, I/P, II/P